# ヴァニタス

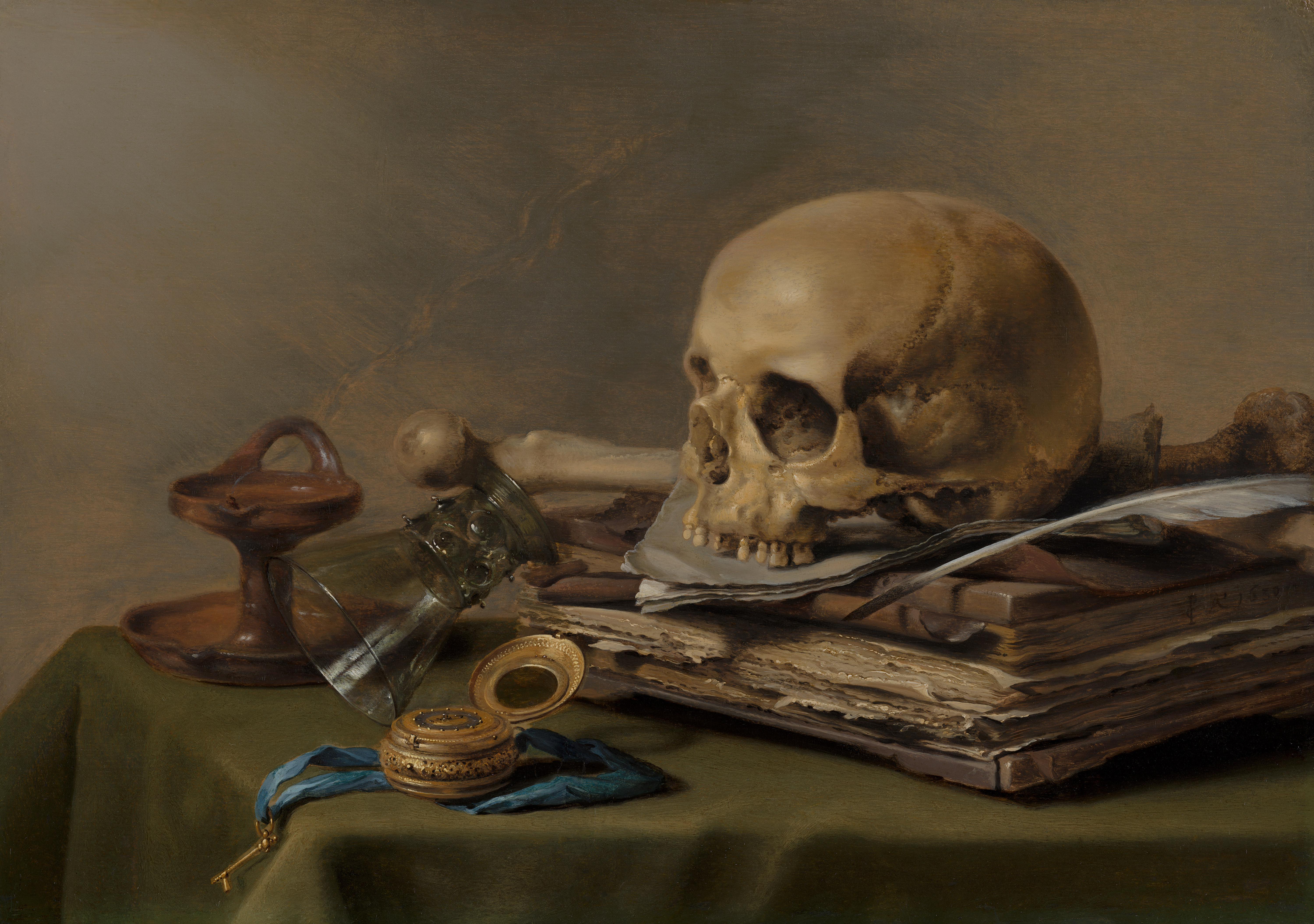
『ヴァニタスの静物』、ピーテル・クラースゾーン（Pieter Claesz）、1630年

ヴァニタス（ラテン語: vanitas）とは、寓意的な静物画のジャンルのひとつ。
16世紀から17世紀にかけてのフランドルやネーデルラントなどヨーロッパ北部で特に多く描かれたが、以後現代に至るまでの西洋の美術にも大きな影響を与えている。ヴァニタスとは「人生の空しさの寓意」を表す静物画であり、豊かさなどを意味するさまざまな静物の中に、人間の死すべき定めの隠喩である頭蓋骨や、あるいは時計やパイプや腐ってゆく果物などを置き、観る者に対して虚栄のはかなさを喚起する意図をもっていた。
ヴァニタスは、「カルペ・ディエム」や「メメント・モリ」と並ぶ、バロック期の精神を表す概念でもある。

## 語源

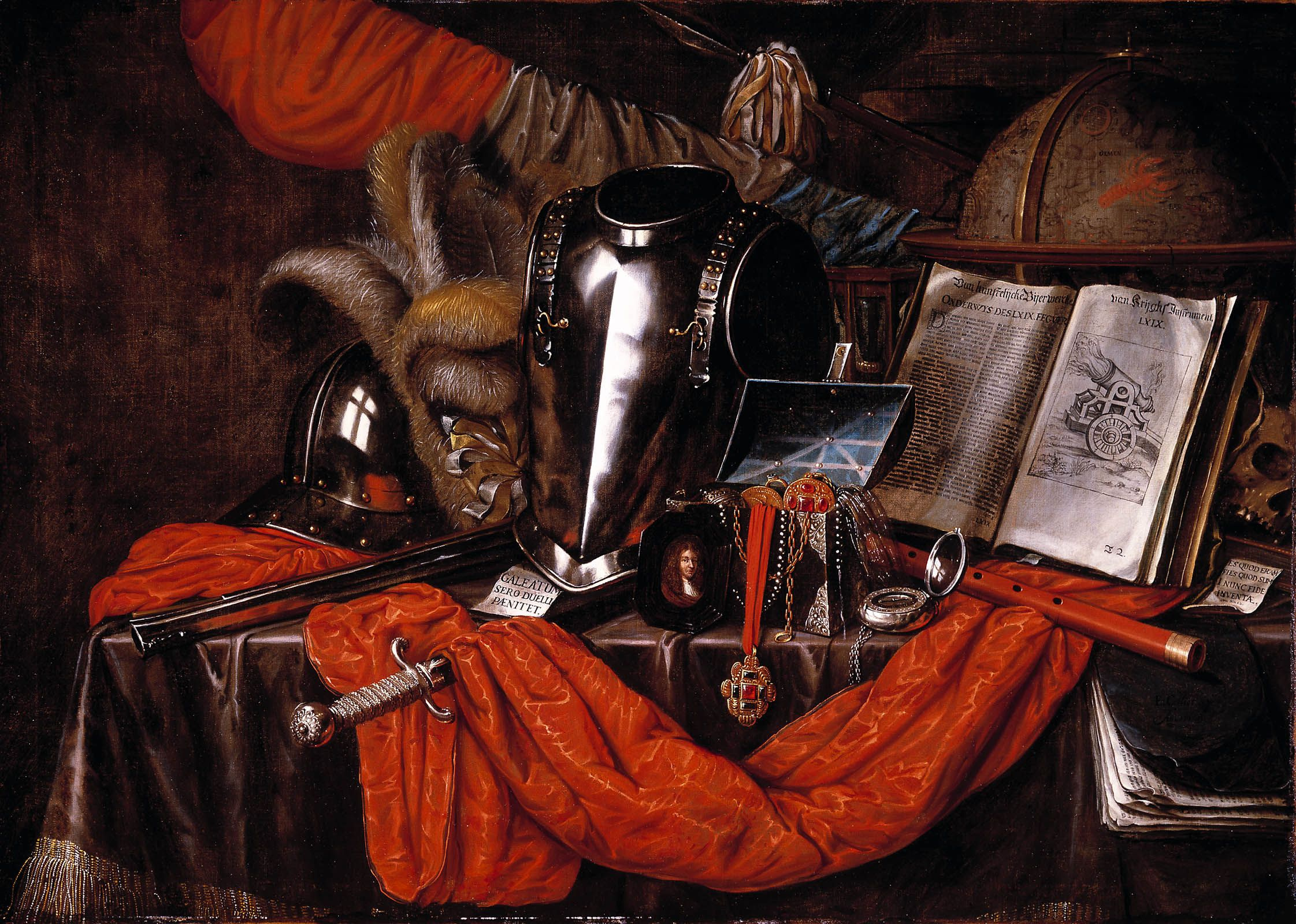
『ヴァニタス』、エドワールト・コリール（Edwaert Collier、Evert Collierとも）、1669年。華やかな武具などの陰に頭蓋骨がある

ヴァニタスとはラテン語で「空虚」「むなしさ」を意味する言葉であり、地上の人生の無意味さや、虚栄のはかなさなどと深く結びついた概念である。ヴァニタスを語る際、旧約聖書の『コヘレトの言葉』（『伝道の書』）1章2節の有名な言葉「ヴァニタス・ヴァニタートゥム」（「空の空」、「虚無の虚無」）がよく引用される。ヴルガータ（標準ラテン語訳聖書）では該当部分は次のようになっている。

## ヴァニタスの歴史と寓意

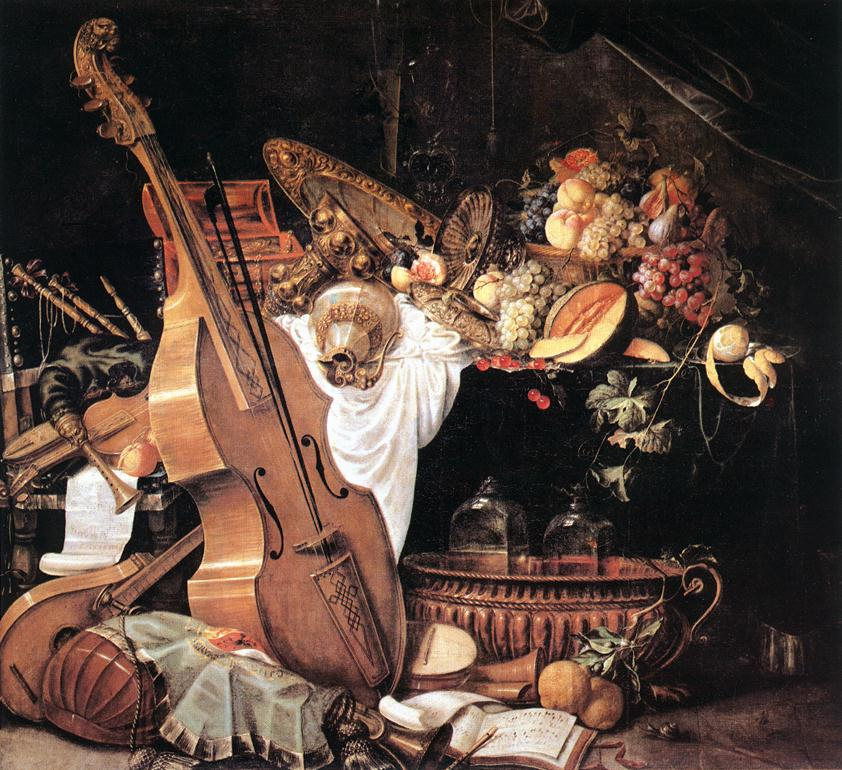
『ヴァニタス - 楽器のある静物画』、コルネリス・デ・ヘーム（Cornelis de Heem）、1661年頃

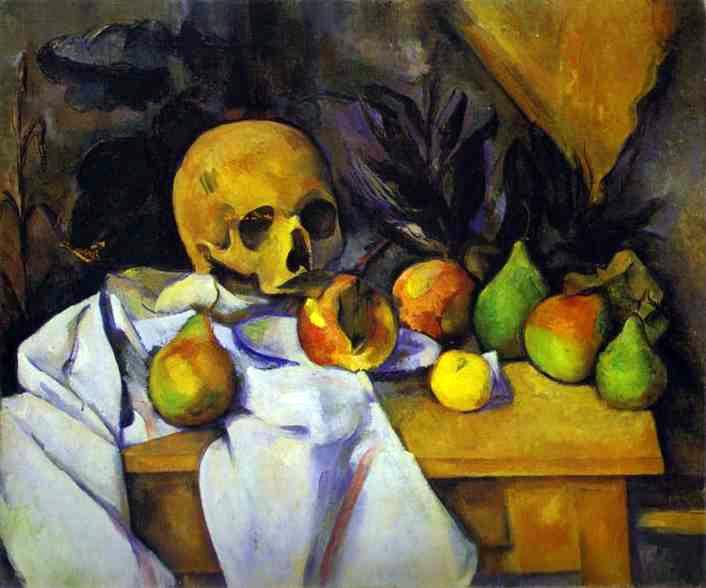
『頭蓋骨のある静物画』、ポール・セザンヌ、1895年から1900年頃。ヴァニタスのテーマは17世紀以後も様々な絵画や彫刻、あるいはインスタレーションにおいて引用され続けている

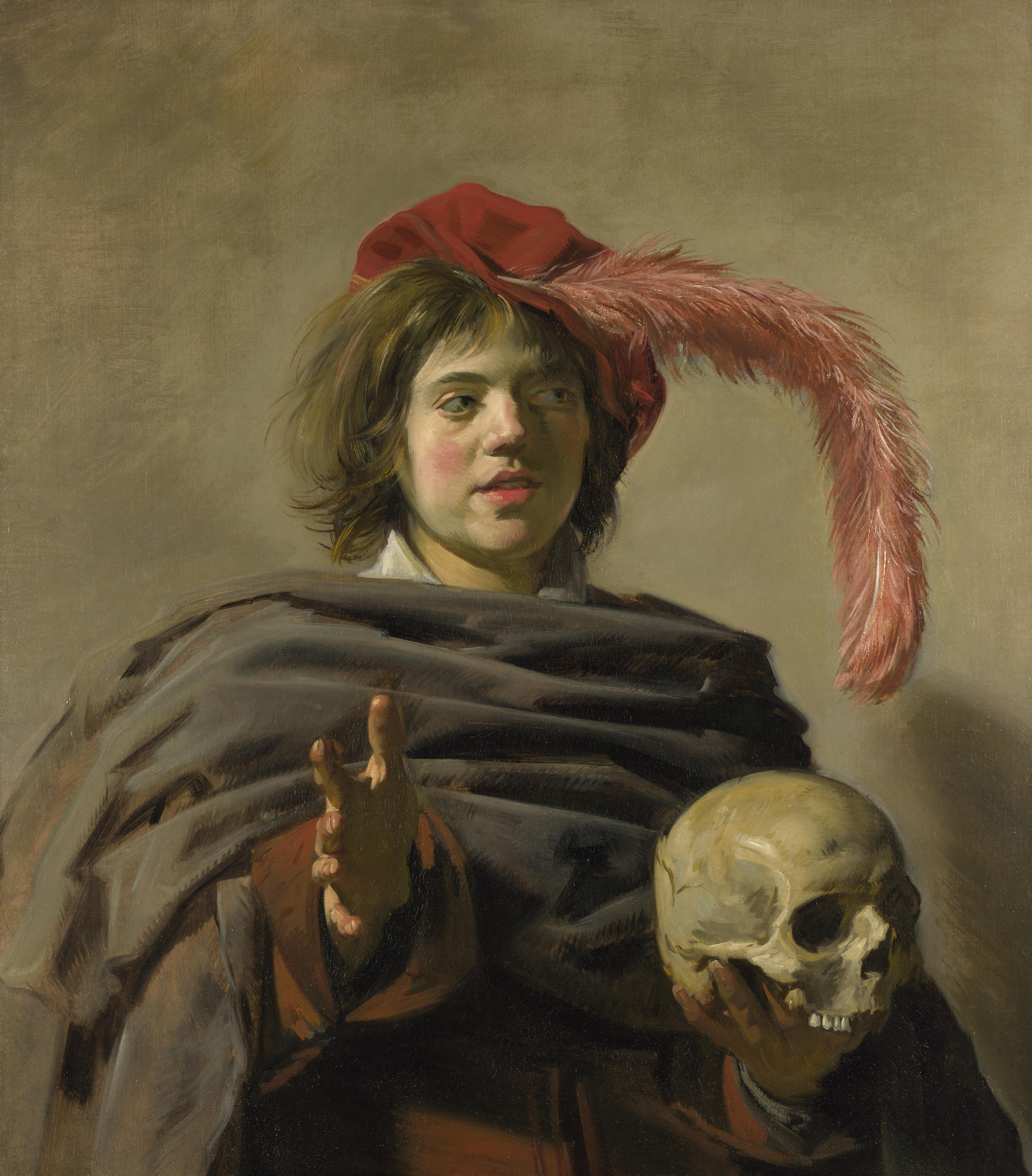
『髑髏を持つ若者』、フランス・ハルス、1626年-1628年。ヴァニタスでもあり肖像画でもある

人生のはかなさというテーマは、中世ヨーロッパの葬祭用の美術工芸品、特に彫刻においてはよくみられるテーマであった。15世紀頃まで、このテーマは極めて悲観的かつ自明のものとして描かれており、死や衰退に対する当時の強迫観念を強く反映していた。これは15世紀前半に書かれた死にあたっての心構えを説いた書『アルス・モリエンディ（Ars moriendi, 往生術）』や、死の普遍性を説く絵画である『死の舞踏（Danse Macabre）』、あるいは重複するモチーフであるメメント・モリ（Memento mori, 死を想え）にも同様にみられる。ルネサンス期以後、こうしたモチーフは直接的にではなく間接的に、比喩的に描かれるようになってゆく。
古典古代の学問や芸術が復興し始めると同時に、15世紀頃から絵画において視覚的リアリズムが復活しはじめ、それまで信心のために画面を見つめていた人々は、本物そっくりに魅力的に描かれた人物や物体の描写を楽しむようになる。静物画というジャンルもヨーロッパ北部で人気を博し、日常生活の品物や贅沢品などが描かれるようになる。
しかし静物画はジャンルとしては宗教画など歴史画に比べて格が低いとみられており、キリスト教的な内容を比喩的に取り入れることで静物画の格を高め、同時に魅力的で感覚的な絵画を描くに当たっての道徳的な正当化も行おうとする試みがなされた。聖母を象徴するバラや、清らかさの象徴である水の入ったコップなどは代表的なモチーフである。ヴァニタスと呼ばれる静物画のジャンルは、生のはかなさ、快楽の空しさ、死の確実さを観る者に喚起するためのジャンルであり、旧約聖書の「コヘレトの言葉」の内容を呼び覚ます絵画であったが、やはり一方では絵画の画面の心地よさを享受するに当たっての正当化という側面もあった。
ヴァニタスにおける象徴物には、頭蓋骨（死の確実さを意味する）のほかに、爛熟した果物（加齢や衰退などを意味する）、シャボン玉遊びに使う麦わら・貝殻や泡（人生の簡潔さや死の唐突さを意味する）、煙を吐きだすパイプやランプ（人生の短さを意味する）、クロノメーターや砂時計（人生の短さを意味する）、楽器（人生の刹那的で簡潔なさまを意味する）などがある。果物、花、蝶なども同様の意味を持たされることがある。皮を剥いたレモンや海草は、見た目には魅力的だが味わうと苦いという人生の側面を表す。
こうした明白な象徴物をあしらわない静物画の中に、どの程度の量や真剣さでヴァニタスのテーマが表現されているかについては、美術史家らの間でもしばしば議論となる。道徳的な風俗画の多くと同様、ヴァニタスにおいても、物体の感覚的な描写の快楽と、道徳的なメッセージとが、画面の中で衝突を起こしせめぎ合っている。

## その他の画家の描いたヴァニタス

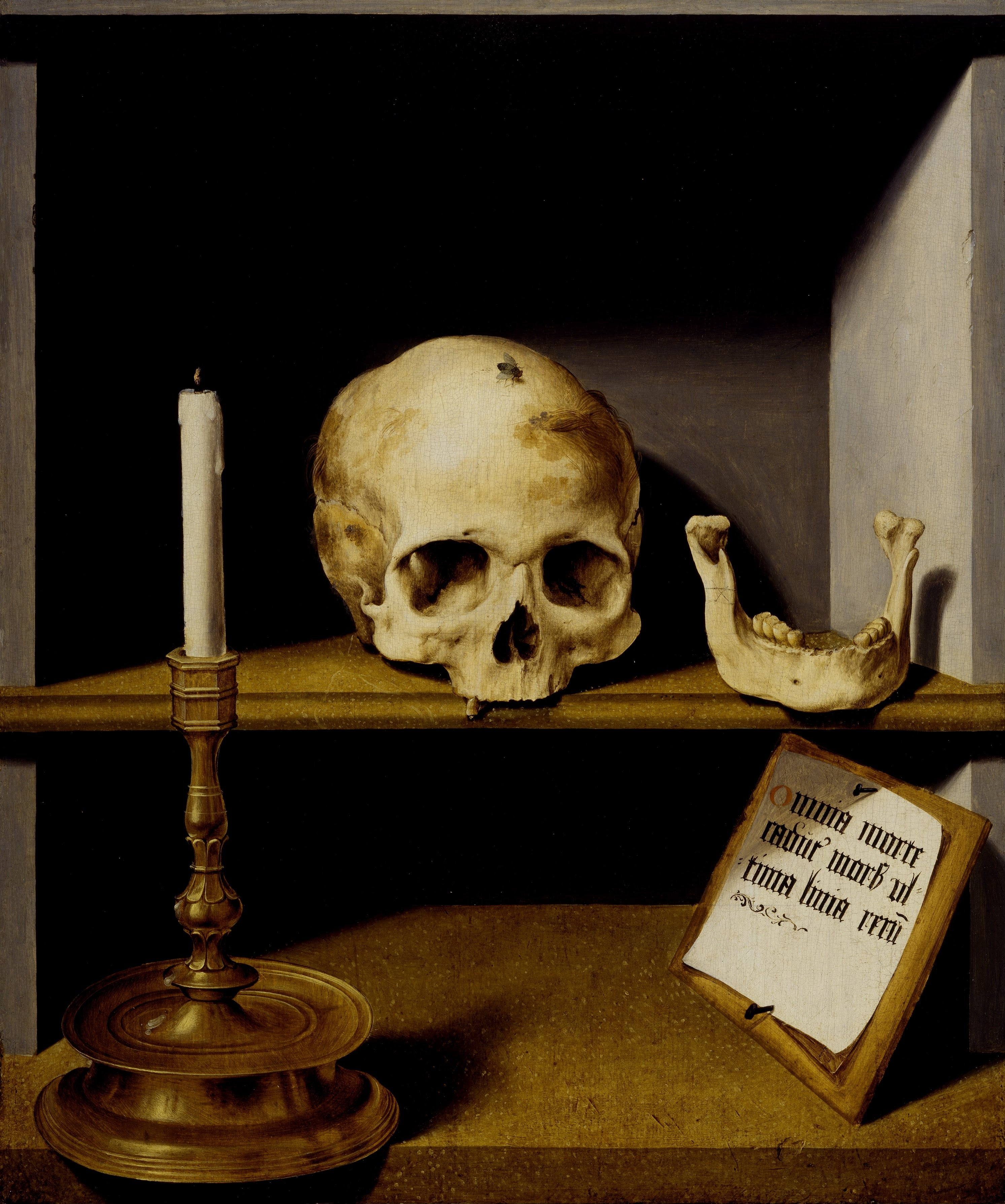
(画)バーテル・ブライン(1493年-1555年)
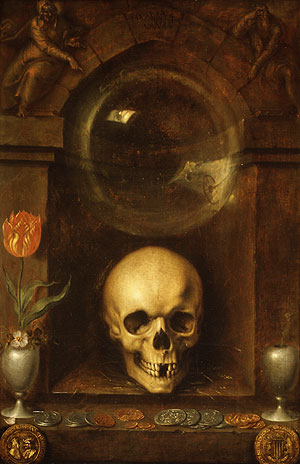
(画)ヤーコブ・デ・ヘインII (1565年-1626年)
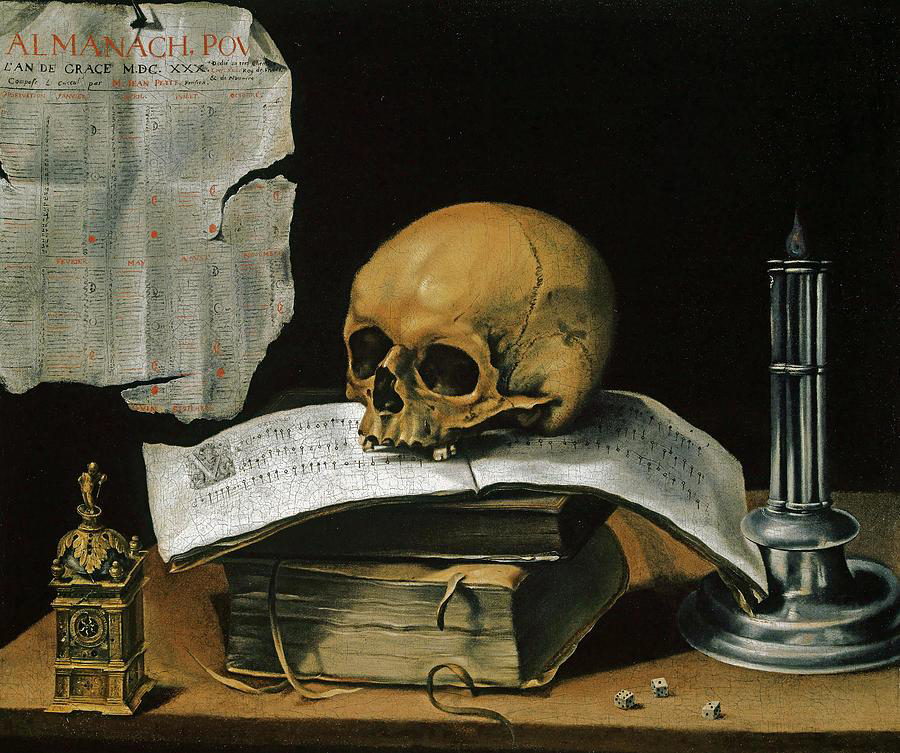
(画)セバスティアン・ストッスコップフ(1597年-1657年)
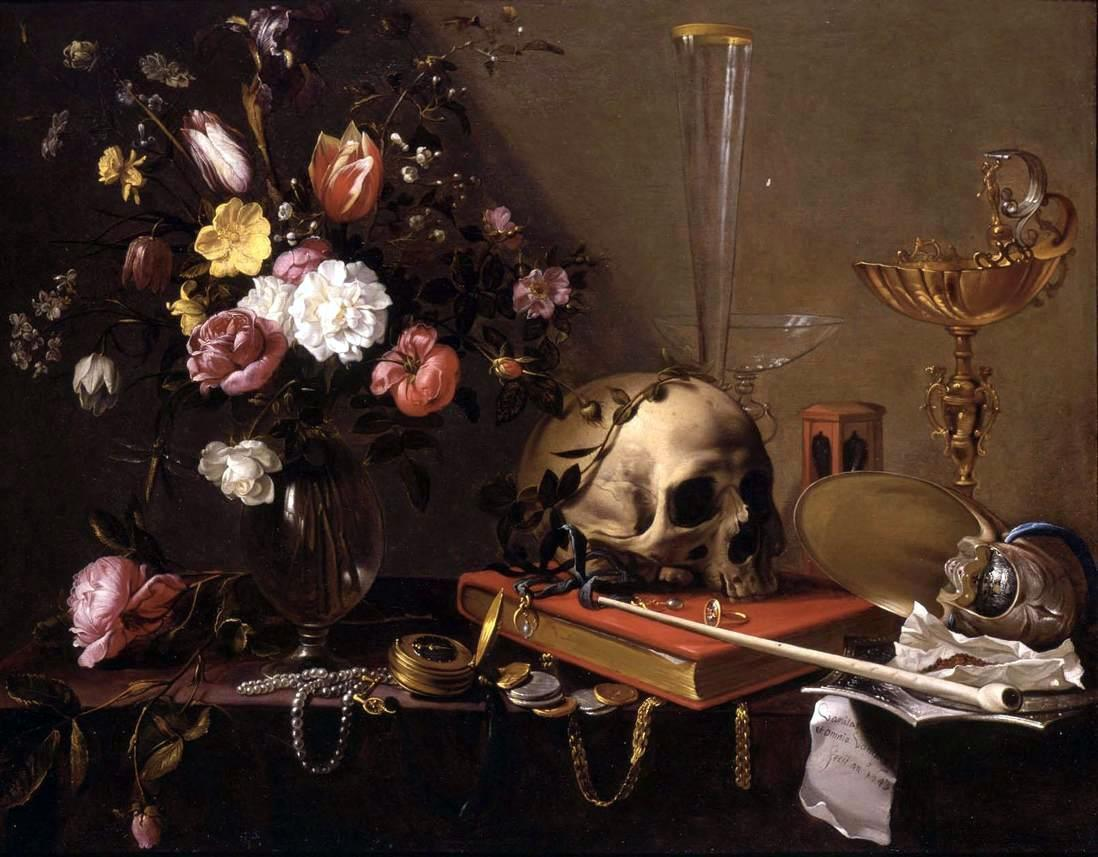
(画)アドリアーン・ファン・ユトレヒト（1599年-1652年）
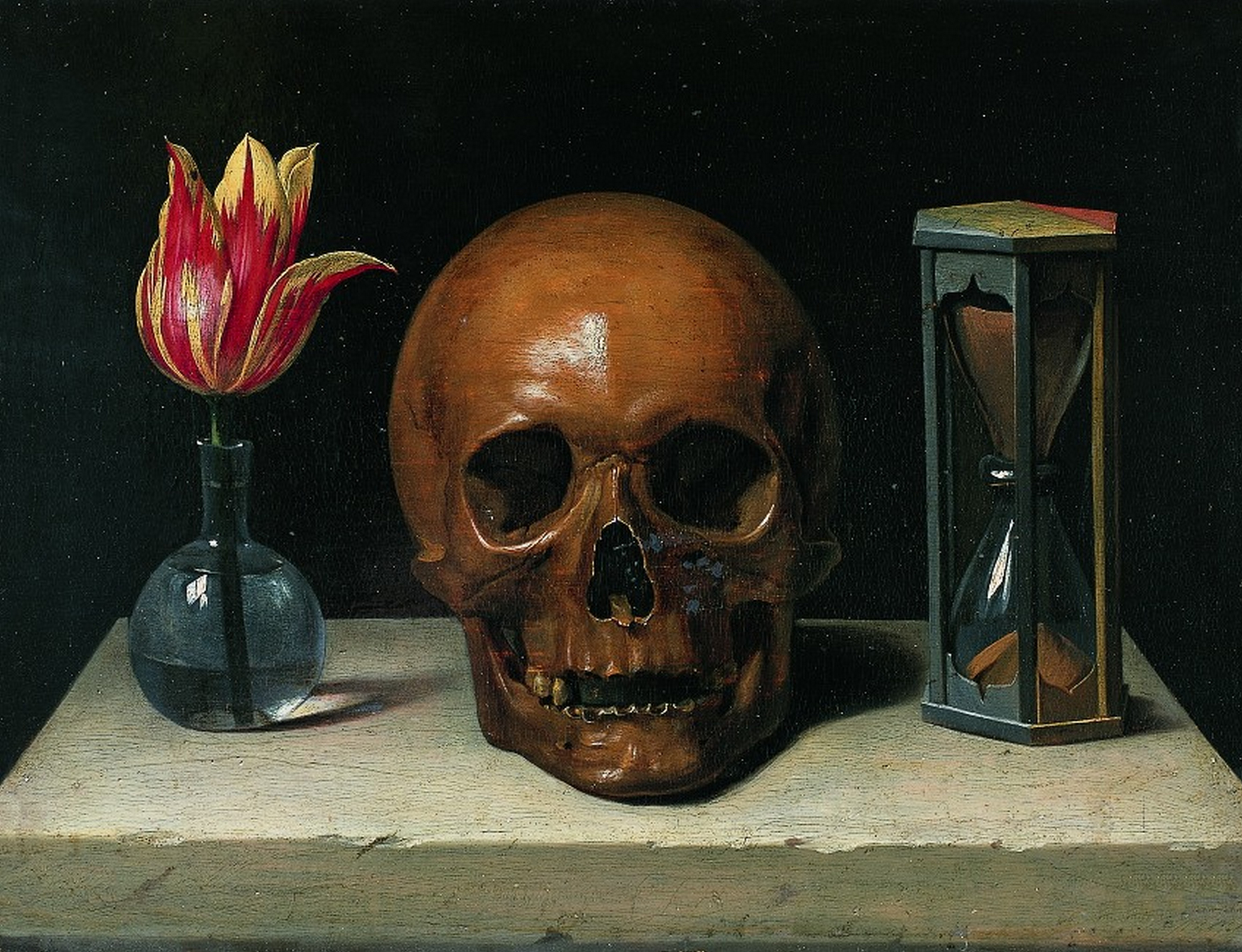
(画)フィリップ・ド・シャンパーニュ(1602年-1674年)
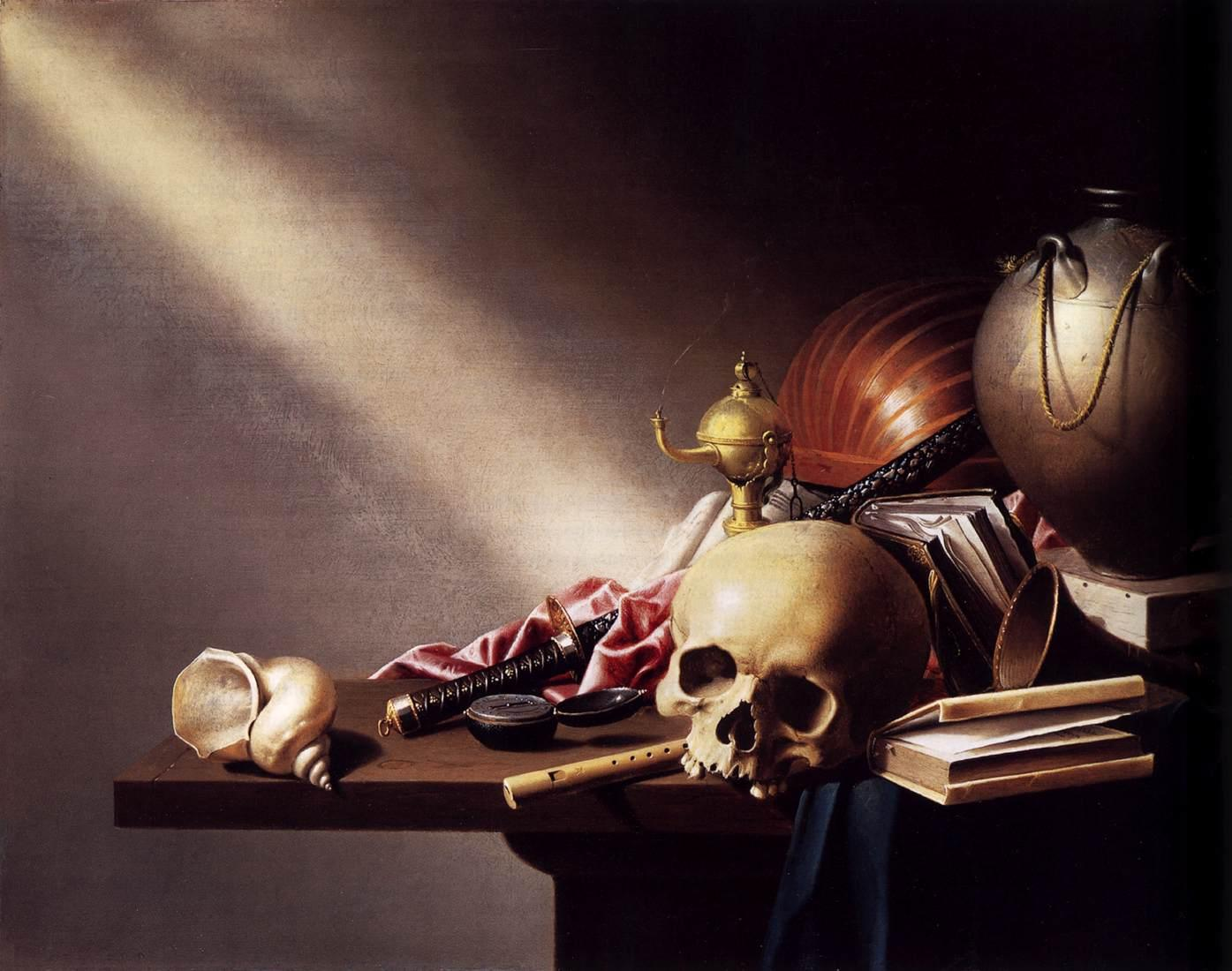
(画)ハルメン・ステーンウェイク（1612年頃-1656年以降）
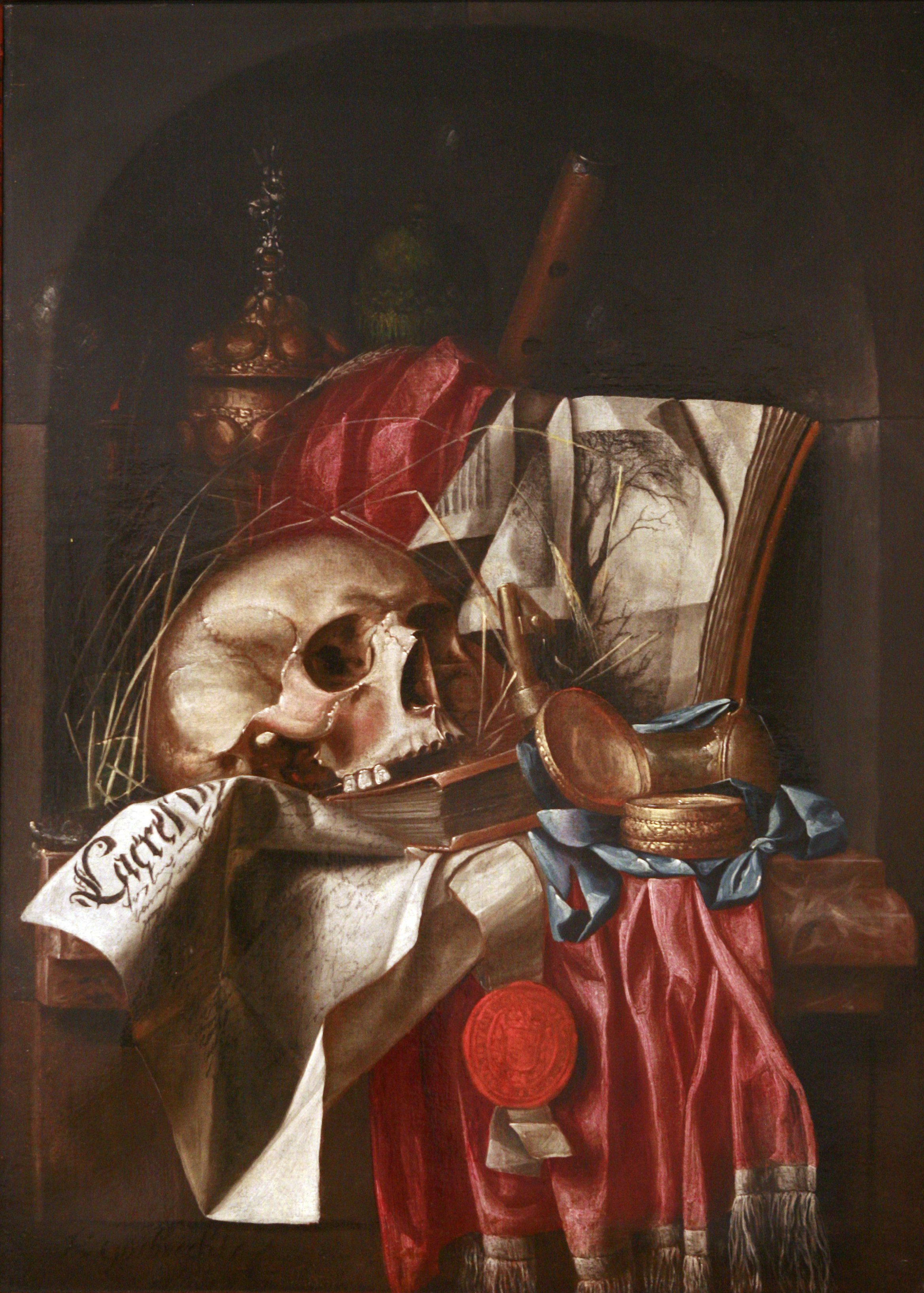
(画)コルネリス・ノルベルトゥス・ヘイスブレヒツ（1630年頃-1675年頃）
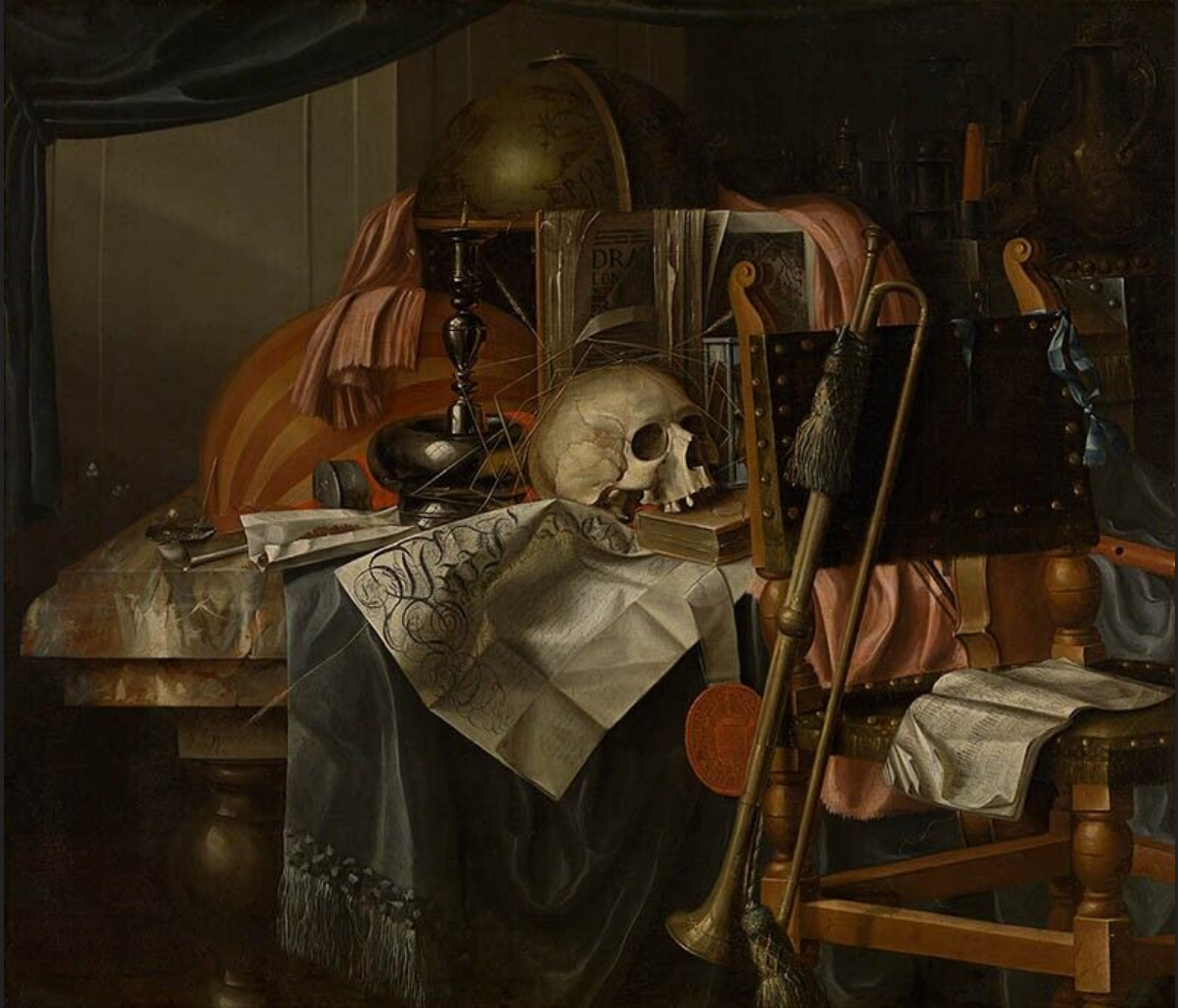
(画)フランシスクス・ヘイスブレヒツ（1649年-1677年）